# 張鳴岐 (1875年)
張鳴岐（1875年7月29日—1945年9月15日），字坚白，又作健伯，斋号韩斋，山东武定府海丰县（今山东省无棣县）人，清朝及中华民国政治人物，於1911年4月14日至11月8日间任清朝末代两广总督。

## 生平
张鸣岐於光绪二十年（1894年）中举人，后入岑春煊之幕府，受其器重。光绪三十年（1904年）随岑春煊入广西镇压民变有功，受广西巡抚李经羲保举，成为太平思顺道道尹，次年又在岑春煊的保举下出任署理广西布政使。光绪三十二年（1906年）年底，张鸣岐升任广西布政使。光绪三十二年十一月十四，由广西布政使代，次年四月二十二（1907年6月2日），任廣西巡撫。宣统二年九月二十七（1910年10月29日），在奕劻的支持下，接替袁树勋，署理兩廣總督，次年4月实授，未几便镇压黄花岗起义。1911年辛亥革命爆发，广东革命军推举为广东都督，但他却离开广州，逃到日本，由胡汉民接替。
1912年宣統退位后，张鸣岐出任中華民國大總統袁世凯高级顾问。1913年10月，出任广西民政长。1915年7月3日，调任广东巡按使。1915年12月，袁世凯封張鳴岐为一等伯爵。护国战争爆发，1916年4月，广东宣告独立，五六月间，张鸣岐先到香港，再往上海法租界隐居，后又移居天津意租界。抗日战争期间与日軍占领当局合作，任华北政务委员会諮議委员。1945年8月15日日本投降，张於9月15日病死。

## 家庭

### 夫人
- 纪钜淑，纪晓岚五世孙女

### 子女
- 张锐，市政学家，南开大学市政讲师
- 张铸，天津化工局高级工程师
- 张镈，建筑学家
- 张钧
- 张钿
- 張錦，有机化学家，北京大学化学系教授，嫁中科院化学部院士、北京大学副校长傅鹰

### 孙子女
- 张存浩，中科院化学部院士、中国科学院大连化学物理研究所所长